# Hibiscus macropodus
Hibiscus macropodus é uma espécie de angiospérmica da família das Malvaceae.
Apenas pode ser encontrada no seguinte país: Iémen.